# Giro del Delfinato 1980
Il Giro del Delfinato 1980, trentaduesima edizione della corsa, si svolse dal 26 maggio al 2 giugno su un percorso di 1396 km ripartiti in 7 tappe (la prima e la terza suddivise in due semitappe) più un cronoprologo, con partenza a Évian-les-Bains e arrivo a Le Revard. Fu vinto dall'olandese Johan van der Velde della Ti-Raleigh-Creda davanti al francese Raymond Martin e al portoghese Joaquim Agostinho.

## Tappe
| Tappa  | Data      | Percorso                                              | km   | Vincitore di tappa         | Leader cl. generale |
| ------ | --------- | ----------------------------------------------------- | ---- | -------------------------- | ------------------- |
| Prol.  | 26 maggio | Évian-les-Bains > Évian-les-Bains (cron. individuale) | 7    | Joop Zoetemelk             | Joop Zoetemelk      |
| 1ª-1ª  | 27 maggio | Évian-les-Bains > Mâcon                               | 202  | Patrick Friou              | Joop Zoetemelk      |
| 1ª-2ª  | 27 maggio | Mâcon > Hurigny (cron. a squadre)                     | 15   | Miko-Mercier-Vivagel-Volvo | Christian Seznec    |
| 2ª     | 28 maggio | Mâcon > Saint-Étienne                                 | 253  | Guido Van Calster          | Christian Seznec    |
| 3ª-1ª  | 29 maggio | Saint-Étienne > Vienne                                | 104  | Sean Kelly                 | Christian Seznec    |
| 3ª-2ª  | 29 maggio | Vienne > Lione (cron. individuale)                    | 33   | Claude Criquielion         | Claude Criquielion  |
| 4ª     | 30 maggio | La Voulte > Orange                                    | 220  | Jean-Marie Michel          | Claude Criquielion  |
| 5ª     | 31 maggio | Orange > Gap                                          | 188  | Charly Jochums             | Claude Criquielion  |
| 6ª     | 1º giugno | Gap > Grenoble                                        | 166  | Johan van der Velde        | Johan van der Velde |
| 7ª     | 2 giugno  | Veurey > Le Revard                                    | 208  | Raymond Martin             | Johan van der Velde |
| Totale | Totale    | Totale                                                | 1396 |                            |                     |

## Dettagli delle tappe

### Prologo
- 26 maggio: Évian-les-Bains > Évian-les-Bains (cron. individuale) – 7 km

| Pos. | Corridore      | Squadra    | Tempo |
| ---- | -------------- | ---------- | ----- |
| 1    | Joop Zoetemelk | TI-Raleigh | 9'08" |
| 2    | Charly Berard  | Puch       | a 3"  |
| 3    | Daniel Willems | Ijsboerke  | s.t.  |

| Pos. | Corridore      | Squadra    | Tempo |
| ---- | -------------- | ---------- | ----- |
| 1    | Joop Zoetemelk | TI-Raleigh | 9'08" |
| 2    | Charly Berard  | Puch       | a 3"  |
| 3    | Daniel Willems | Ijsboerke  | s.t.  |

### 1ª tappa - 1ª semitappa
- 27 maggio: Évian-les-Bains > Mâcon – 202 km

| Pos. | Corridore           | Squadra    | Tempo    |
| ---- | ------------------- | ---------- | -------- |
| 1    | Patrick Friou       | Miko       | 5h28'25" |
| 2    | Sean Kelly          | Splendor   | a 15"    |
| 3    | Johan van der Velde | TI-Raleigh | s.t.     |

| Pos. | Corridore      | Squadra    | Tempo    |
| ---- | -------------- | ---------- | -------- |
| 1    | Joop Zoetemelk | TI-Raleigh | 5h37'28" |
| 2    | Charly Berard  | Puch       | a 3"     |
| 3    | Daniel Willems | Ijsboerke  | s.t.     |

### 1ª tappa - 2ª semitappa
- 27 maggio: Mâcon > Hurigny (cron. a squadre) – 15 km

| Pos. | Squadra                     | Tempo  |
| ---- | --------------------------- | ------ |
| 1    | Miko-Mercier-Vivagel-Volvo  | 18'22" |
| 2    | Splendor-Admiral-TV Ekspres | s.t.   |
| 3    | Ti-Raleigh-Creda            | a 9"   |

| Pos. | Corridore        | Squadra | Tempo    |
| ---- | ---------------- | ------- | -------- |
| 1    | Christian Seznec | Miko    | 5h36'45" |
| 2    | Raymond Martin   | Miko    | a 2"     |
| 3    | Hubert Mathis    | Miko    | a 14"    |

### 2ª tappa
- 28 maggio: Mâcon > Saint-Étienne – 253 km

| Pos. | Corridore         | Squadra    | Tempo    |
| ---- | ----------------- | ---------- | -------- |
| 1    | Guido Van Calster | Splendor   | 7h07'59" |
| 2    | Sean Kelly        | Splendor   | s.t.     |
| 3    | Paul Sherwen      | La Redoute | s.t.     |

| Pos. | Corridore         | Squadra  | Tempo     |
| ---- | ----------------- | -------- | --------- |
| 1    | Christian Seznec  | Miko     | 12h44'44" |
| 2    | Raymond Martin    | Miko     | a 2"      |
| 3    | Guido Van Calster | Splendor | a 10"     |

### 3ª tappa - 1ª semitappa
- 29 maggio: Saint-Étienne > Vienne – 104 km

| Pos. | Corridore           | Squadra    | Tempo    |
| ---- | ------------------- | ---------- | -------- |
| 1    | Sean Kelly          | Splendor   | 2h29'15" |
| 2    | Marc Demeyer        | Ijsboerke  | s.t.     |
| 3    | Johan van der Velde | TI-Raleigh | s.t.     |

| Pos. | Corridore         | Squadra  | Tempo     |
| ---- | ----------------- | -------- | --------- |
| 1    | Christian Seznec  | Miko     | 15h13'59" |
| 2    | Raymond Martin    | Miko     | a 2"      |
| 3    | Guido Van Calster | Splendor | a 10"     |

### 3ª tappa - 2ª semitappa
- 29 maggio: Vienne > Lione (cron. individuale) – 33 km

| Pos. | Corridore          | Squadra   | Tempo  |
| ---- | ------------------ | --------- | ------ |
| 1    | Claude Criquielion | Splendor  | 40'38" |
| 2    | Daniel Willems     | Ijsboerke | a 32"  |
| 3    | Michel Laurent     | Peugeot   | a 50"  |

| Pos. | Corridore          | Squadra   | Tempo     |
| ---- | ------------------ | --------- | --------- |
| 1    | Claude Criquielion | Splendor  | 15h55'06" |
| 2    | Daniel Willems     | Ijsboerke | a 54"     |
| 3    | Johan De Muynck    | Splendor  | a 59"     |

### 4ª tappa
- 30 maggio: La Voulte > Orange – 220 km

| Pos. | Corridore         | Squadra    | Tempo    |
| ---- | ----------------- | ---------- | -------- |
| 1    | Jean-Marie Michel | La Redoute | 6h27'22" |
| 2    | Bert Pronk        | TI-Raleigh | a 1'49"  |
| 3    | Daniel Willems    | Ijsboerke  | a 1'52"  |

| Pos. | Corridore          | Squadra   | Tempo     |
| ---- | ------------------ | --------- | --------- |
| 1    | Claude Criquielion | Splendor  | 22h24'50" |
| 2    | Daniel Willems     | Ijsboerke | a 14"     |
| 3    | Johan De Muynck    | Splendor  | a 1'14"   |

### 5ª tappa
- 31 maggio: Orange > Gap – 188 km

| Pos. | Corridore      | Squadra    | Tempo    |
| ---- | -------------- | ---------- | -------- |
| 1    | Charly Jochums | Marc       | 4h39'53" |
| 2    | Ronny Claes    | Ijsboerke  | s.t.     |
| 3    | Pierre Bazzo   | La Redoute | s.t.     |

| Pos. | Corridore          | Squadra   | Tempo     |
| ---- | ------------------ | --------- | --------- |
| 1    | Claude Criquielion | Splendor  | 27h05'15" |
| 2    | Daniel Willems     | Ijsboerke | a 14"     |
| 3    | Johan De Muynck    | Splendor  | a 1'14"   |

### 6ª tappa
- 1º giugno: Gap > Grenoble – 166 km

| Pos. | Corridore           | Squadra    | Tempo    |
| ---- | ------------------- | ---------- | -------- |
| 1    | Johan van der Velde | TI-Raleigh | 5h08'42" |
| 2    | Pierre Bazzo        | La Redoute | a 3'32"  |
| 3    | Marino Lejarreta    | Teka       | a 3'34"  |

| Pos. | Corridore           | Squadra    | Tempo     |
| ---- | ------------------- | ---------- | --------- |
| 1    | Johan van der Velde | TI-Raleigh | 32h16'44" |
| 2    | Sven-Åke Nilsson    | Miko       | a 2'26"   |
| 3    | Joop Zoetemelk      | TI-Raleigh | a 3'08"   |

### 7ª tappa
- 2 giugno: Veurey > Le Revard – 208 km

| Pos. | Corridore                | Squadra | Tempo    |
| ---- | ------------------------ | ------- | -------- |
| 1    | Raymond Martin           | Miko    | 5h30'22" |
| 2    | Christian Seznec         | Miko    | a 34"    |
| 3    | Alberto Fernández Blanco | Teka    | s.t.     |

| Pos. | Corridore           | Squadra    | Tempo     |
| ---- | ------------------- | ---------- | --------- |
| 1    | Johan van der Velde | TI-Raleigh | 37h47'45" |
| 2    | Raymond Martin      | Miko       | a 2'10"   |
| 3    | Joaquim Agostinho   | Puch       | a 3'19"   |

## Classifiche finali

### Classifica generale
| Pos. | Corridore           | Squadra                     | Tempo     |
| ---- | ------------------- | --------------------------- | --------- |
| 1    | Johan van der Velde | Ti-Raleigh-Creda            | 37h47'45" |
| 2    | Raymond Martin      | Miko-Mercier-Vivagel-Volvo  | a 2'10"   |
| 3    | Joaquim Agostinho   | Puch-Campagnolo-Sem         | a 3'19"   |
| 4    | Hennie Kuiper       | Peugeot-Esso-Michelin       | a 3'47"   |
| 5    | Marino Lejarreta    | Teka-Campagnolo             | a 3'59"   |
| 6    | Sven-Åke Nilsson    | Miko-Mercier-Vivagel-Volvo  | a 4'26"   |
| 7    | Paul Wellens        | Ti-Raleigh-Creda            | a 4'59"   |
| 8    | Bernard Thévenet    | Teka-Campagnolo             | a 5'02"   |
| 9    | Joop Zoetemelk      | Ti-Raleigh-Creda            | a 5'08"   |
| 10   | Claude Criquielion  | Splendor-Admiral-TV Ekspres | a 5'52"   |